# Mord an Sadri Berisha
Der Mord an Sadri Berisha ereignete sich in der Nacht auf den 8. Juli 1992 in einer Unterkunft für jugoslawische Bauarbeiter in Kemnat in Baden-Württemberg. Dabei wurde der 55-jährige kosovo-albanische Gastarbeiter Sadri Berisha Opfer eines tödlichen Angriffs durch Neonazis. Gleichzeitig kam es gegenüber seinem 46-jährigen Landsmann Sahit Elezaj zu einem versuchten Mord.

## Tatgeschehen
Am Abend des 7. Juli 1992 trafen sich die Täter, sieben Neonazis im Alter zwischen 20 und 30 Jahren aus Kemnat und Leipzig, in ihrer Stammkneipe und hörten anschließend in einer Wohnung Hitler-Reden und Rechtsrock, um sich in Stimmung zu bringen. Die Gruppe beschloss „Polacken zu klatschen“ und zog bewaffnet mit Baseballschlägern, einer Gaspistole und einem Metallrohr gegen 1:30 Uhr los. Sie brachen in die Unterkunft für jugoslawische Bauarbeiter in Ostfildern-Kemnat ein, in der zwei kosovo-albanische Gastarbeiter schliefen. Brutal schlugen sie auf die schlafenden Männer ein. Sadri Berisha wurde durch zwei Schläge auf den Hinterkopf mit einem Baseballschläger getötet. Sahit Elezaj überlebte den Angriff trotz schwerer Kopfverletzungen. Der Tatort, das Haus in der Hagäckerstraße 5 in Kemnat, wurde um 1995 abgerissen.
Die Polizei klärte die Tat innerhalb von 20 Stunden auf. Die beiden Haupttäter aus der örtlichen Skinhead-Szene wurden dem Haftrichter vorgeführt zusammen mit vier weiteren Beteiligten.

## Die Opfer
Sadri Berisha wurde am 8. Februar 1937 in Krusevac, Kosovo, geboren. Er arbeitete seit 21 Jahren in Deutschland und galt als ruhiger und friedfertiger Mensch. Er hinterließ seine Frau und drei Kinder.
Sahit Elezaj stammt aus Damjane, Kosovo, und ist Vater von sieben Kindern. Seine Familie durfte nach dem Angriff nach Deutschland nachziehen.

## Reaktionen
Der Bürgermeister von Ostfildern, Herbert Rösch, zeigte sich entsetzt und betroffen. Die Tat erschütterte die gesamte Bevölkerung und machte die Verachtung und den Hass der Täter deutlich. Die Esslinger Zeitung und andere Medien berichteten ausführlich über den Fall und die brutalen Umstände des Angriffs.

## Der Prozess
Der Prozess vor der Jugendkammer des Landgerichts Stuttgart war das erste bundesweite Verfahren gegen Gewalttäter, die aus Fremdenfeindlichkeit handelten. Die Verhandlung zeigte die zerrütteten Familienverhältnisse und den Alkoholkonsum der Täter sowie den gesellschaftlichen Kontext, der die Taten ermöglichte.
Das Urteil wurde am 13. Mai 1993 verkündet. Der 25-jährige Haupttäter erhielt eine lebenslange Haftstrafe wegen gemeinschaftlichen Mordes und versuchten Mordes. Ein 21-jähriger Täter wurde wegen Mordes und versuchten Mordes zu neun Jahren Jugendstrafe verurteilt. Zwei Täter im Alter von 22 und 23 Jahren erhielten jeweils sieben Jahre Haft wegen Körperverletzung mit Todesfolge und gefährlicher Körperverletzung. Ein 21-jähriger Täter erhielt eine zweijährige Bewährungsstrafe. Zwei weitere Täter mit Alter von 20 und 31 Jahren wurden zu Bewährungsstrafen verurteilt und mussten Wiedergutmachungszahlungen leisten.

## Nachwirkung
Der Esslinger Professor für Sozialpädagogik, Kurt Senne, betonte die Verantwortung der Gesellschaft und stellte die Tat in den Kontext anderer fremdenfeindlicher Übergriffe in Deutschland. Die öffentliche Reaktion zeigte sowohl Entsetzen als auch eine Entpolitisierung der Täter und Tatmotive.
2022 jährte sich der Mord an Sadri Berisha zum 30. Mal, ohne dass die Öffentlichkeit davon Notiz nahm. Ein öffentliches Gedenken fehlt bis heute weitgehend, und außer einem Aufkleber gibt es keine Erinnerung im Stadtraum.

## Dokumentation
- Zana Seconda: Der Mord an Sadri Berisha in Ostfildern-Kemnat am 8. Juli 1992 auf YouTube, 9. Juli 2024.